# クロトウヒレン
クロトウヒレン（黒塔飛廉、学名：Saussurea sessiliflora）は、キク科トウヒレン属の多年草。北アルプスや白山の代表的な高山植物のひとつ。

## 特徴
茎は直立し、高さは15-70cmになる。茎に葉柄から流れた明瞭な翼があり、上部には茶褐色の縮れた毛が密生する。ふつう花時には根出葉が生存しない。茎の下部につく葉の葉身は三角状卵形から卵形になり、長さ5-15cm、幅4-12cm、先は鋭頭、基部は心形になり、縁は歯牙状になる。葉柄は長さ10-15cmになり、上半部に翼がある。
花期は7-9月。頭状花序は塊状に2-6個が密集してつく。花柄は無いことが多いが、あっても長さ5-15mmになり、頭花の径は1.5cmになる。総苞は長さ10-15mm、径12-20mmになる球状鐘形から鐘形で、暗紫色から淡赤褐色になる。総苞片は8列あり、外片は卵形で先は鋭頭、基部の幅は3-4mmと広く、先端はやや反曲するか斜上する。頭花は筒状花のみからなる。果実は長さ4.5-5.5mmになる痩果となる。

## 分布と生育環境
日本固有種。本州の越後山脈、頸城山塊、戸隠山、北アルプス、白山、乗鞍岳、御嶽山、中央アルプスに分布し、亜高山から高山の灌木林の林縁や開けた草地に生育する。

## 名前の由来
和名クロトウヒレンは、「黒塔飛廉」の意。
種小名（種形容語）sessiliflora は、「無柄花の」の意味。

## 分類
福島県の吾妻山や磐梯山などでクロトウヒレンとされてきたものは、2009年に門田裕一によって、新種フボウトウヒレン Saussurea fuboensis Kadota とされた。

## ギャラリー

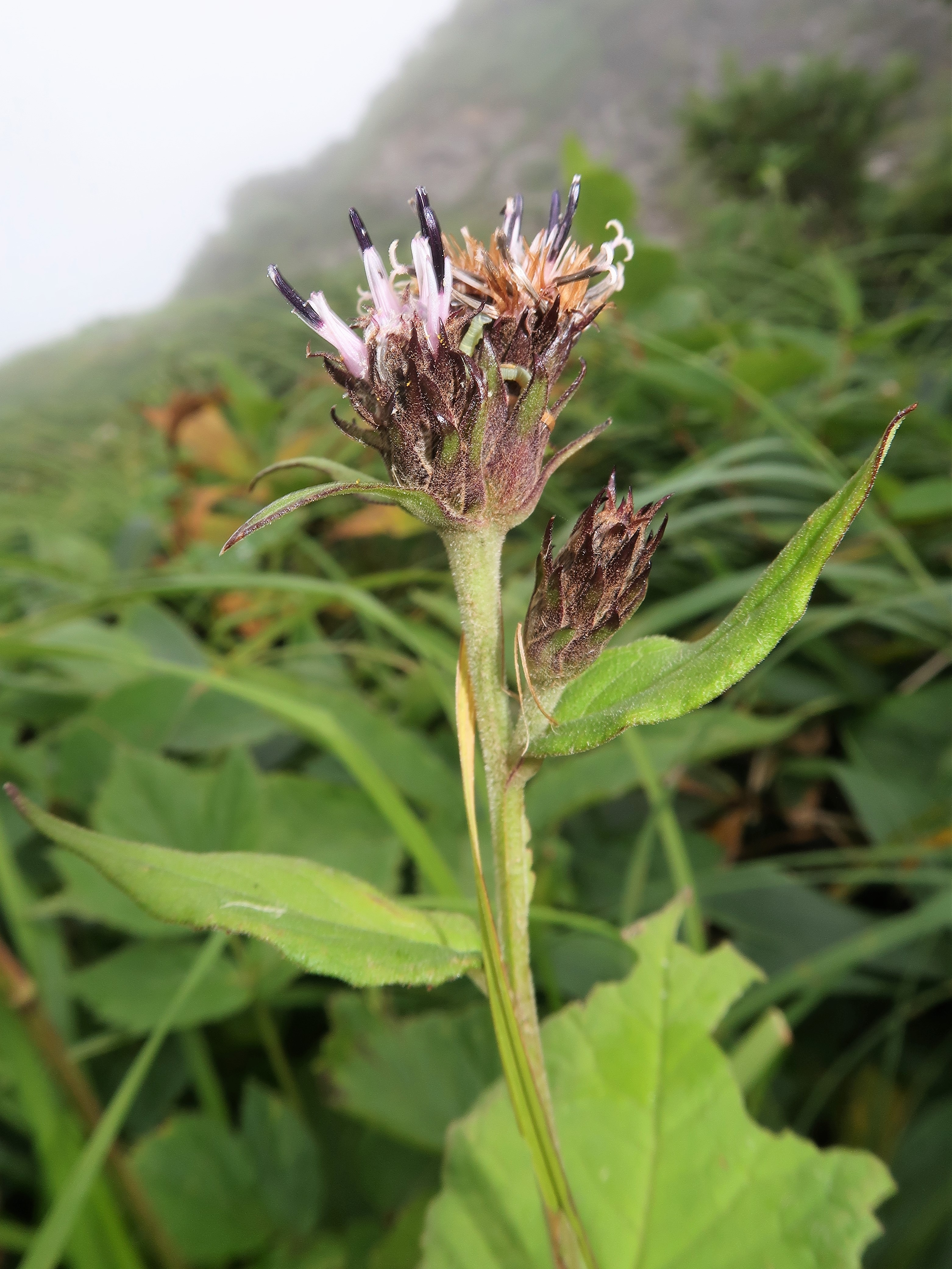
頭花はほぼ無柄で塊状に密につき、柄があっても長さ5-15mmになる。
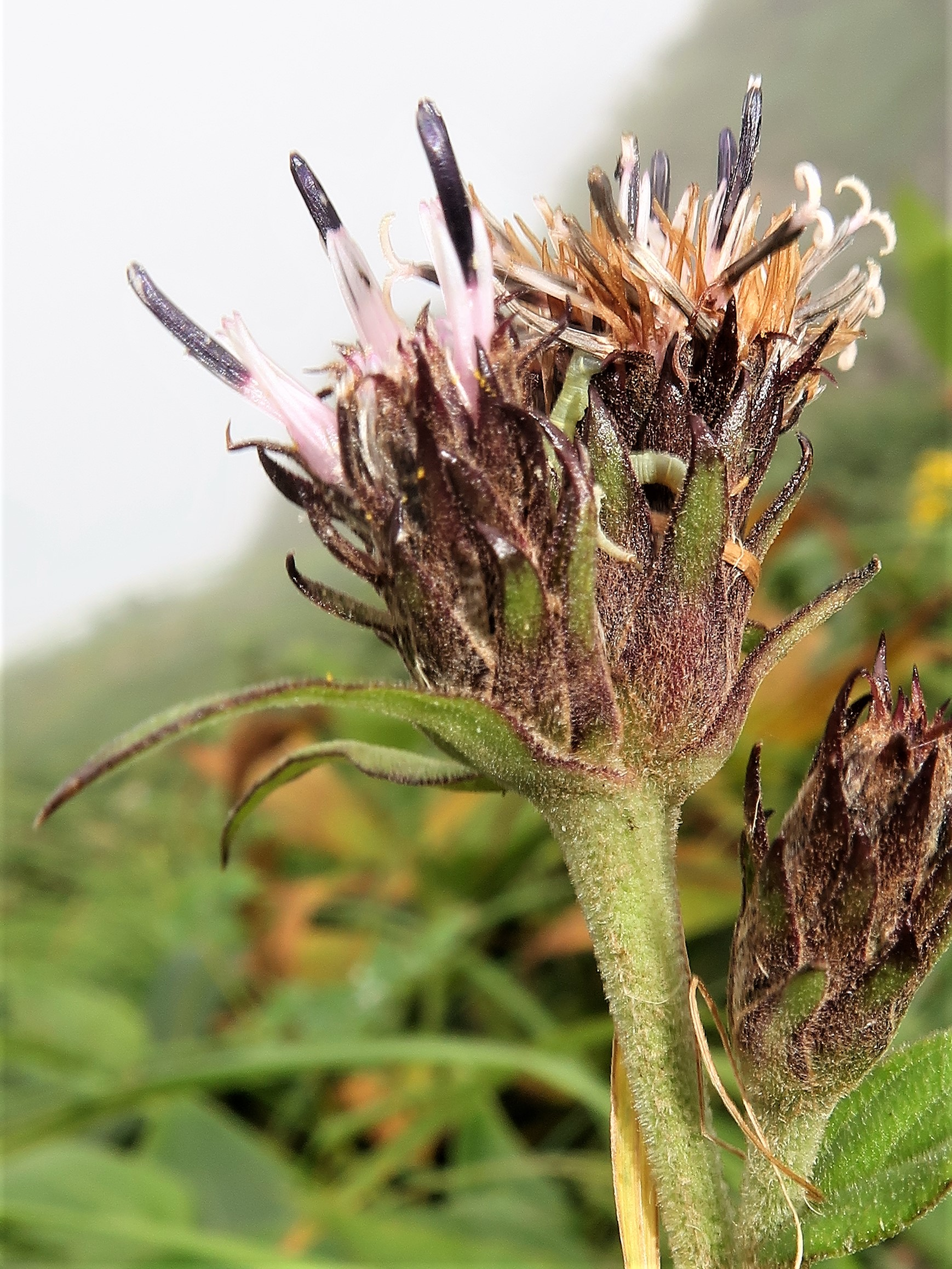
総苞は球状鐘形から鐘形、総苞片は8列あり、やや反曲・斜上する。
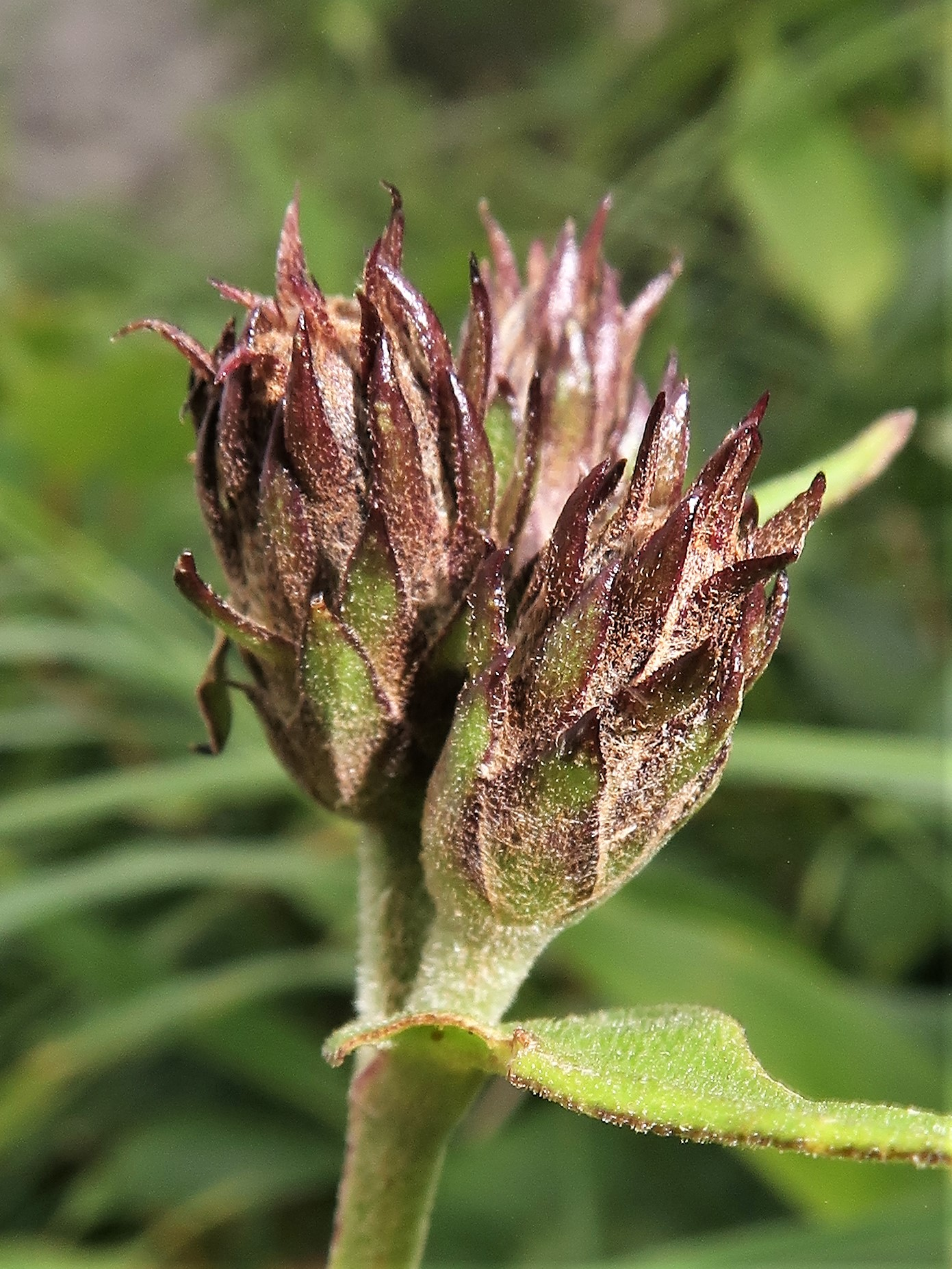
総苞は暗紫色から淡赤褐色になる。
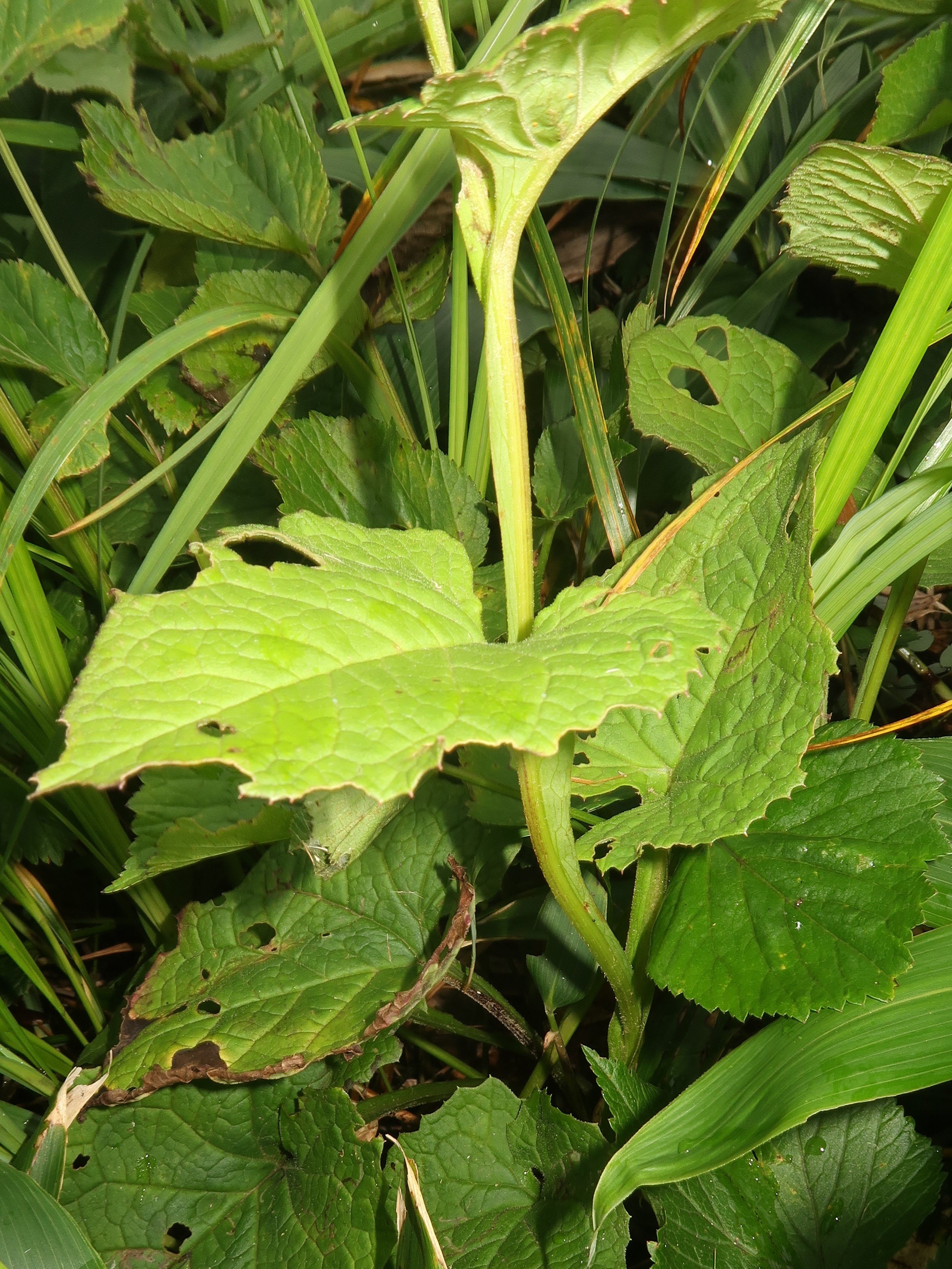
茎に葉柄から沿下した明瞭な翼がある。